# Kanton Fraize
Der Kanton Fraize  war bis 2015 ein französischer Wahlkreis im Arrondissement Saint-Dié-des-Vosges, im Département Vosges und in der Region Lothringen; sein Hauptort war Fraize. Letzter Vertreter im Generalrat des Départements war von 2004 bis 2015 Jean Claude (PS). 

## Lage
Der Kanton lag ganz im Osten des Départements Vosges. 

Lage des Kantons Fraize innerhalb des Arrondissements Saint-Dié-des-Vosges
Lage des Kantons Fraize innerhalb des Départements Vosges

## Gemeinden
Der Kanton bestand aus neun Gemeinden:
| Gemeinde               | Einwohner Jahr | Fläche km² | Bevölkerungsdichte | Code INSEE | Postleitzahl |
| ---------------------- | -------------- | ---------- | ------------------ | ---------- | ------------ |
| Anould                 | 3.385 (2013)   | 24,23      | 140 Einw./km²      | 88009      | 88650        |
| Ban-sur-Meurthe-Clefcy | 982 (2013)     | 45,04      | 22 Einw./km²       | 88106      | 88230        |
| La Croix-aux-Mines     | 540 (2013)     | 16,8       | 32 Einw./km²       | 88120      | 88520        |
| Entre-deux-Eaux        | 530 (2013)     | 8,47       | 63 Einw./km²       | 88159      | 88650        |
| Fraize                 | 3.075 (2013)   | 15,59      | 197 Einw./km²      | 88181      | 88230        |
| Mandray                | 603 (2013)     | 12,36      | 49 Einw./km²       | 88284      | 88650        |
| Plainfaing             | 1.733 (2013)   | 38,56      | 45 Einw./km²       | 88349      | 88230        |
| Saint-Léonard          | 1.357 (2013)   | 14,57      | 93 Einw./km²       | 88423      | 88410        |
| Le Valtin              | 92 (2013)      | 19,64      | 5 Einw./km²        | 88492      | 88230        |

## Bevölkerungsentwicklung
| 1962   | 1968   | 1975   | 1982   | 1990   | 1999   | 2006   | 2012   |
| ------ | ------ | ------ | ------ | ------ | ------ | ------ | ------ |
| 12.519 | 12.195 | 11.868 | 12.017 | 11.643 | 11.506 | 12.095 | 12.304 |